# Lista de personagens de Eyeshield 21
A série de anime e mangá Eyeshield 21 apresenta um extenso elenco de personagens criados por Riichiro Inagaki. A história se passa em Tóquio, Japão, onde os membros da equipe Deimon Devil Bats sonham em disputar o Christmas Bowl, o torneio de futebol americano colegial mais importante do país.
O protagonista da série é Sena Kobayakawa, um jovem estudante que recém ingressou o ensino médio na mesma escola de sua amiga de infância Mamori Anezaki. Enquanto Sena fugia de três "valentões" conhecidos como os Irmãos Ha-Ha, Yoichi Hiruma, o capitão da equipe de futebol americano do colégio, passa a observá-lo e se impressiona com suas habilidades. Logo após presenciar a corrida de Sena, Hiruma o força a entrar para a equipe da escola, o Deimon Devil Bats, agora com três membros, que incluem além dos dois, Ryokan Kurita. Com o passar do tempo a equipe recruta novos jogadores e continua a seguir seu objetivo de disputar o Christmas Bowl.
Enquanto criava os personagens, Yusuke Murata disse ter se preocupado com que cada personagem tivesse uma qualidade distinta, pois a maioria deles estariam em grupos, e ele queria que cada um deles se destacasse. Muitos produtos baseados nos personagens foram lançados. A maioria dos críticos fizeram análises positivas sobres os personagens da série, dizendo que os personagens são uma dos melhores elementos da série.

## Criação e concepção
Quando Riichiro Inagaki e Yusuke Murata estavam criando a série Eyeshield 21, Murata esteve preocupado em atribuir a cada personagem uma qualidade que o destacasse, já que a maioria deles estariam em grupos. Murata disse que "devido aos pesados equipamento de proteção, seria muito difícil identificar características pessoais nos jogos", então, decidiu focar-se mais nos desenhos de seus uniformes e afirmou que isso era "o mais trabalhoso ao fazer os personagens." Para o personagem principal Inagaki disse que "queria criar um protagonista que fosse fracote no início, [mas que] ainda pudesse ter um desempenho excepcional durante uma partida esportiva".
Durante a criação das equipes ele desenvolveu o pensamento de que "cada equipe tem seu próprio estilo" e complementou dizendo que "decidia que tipo de personagem deveria aparecer na história antes de atribuí-lo a uma equipe". Para a criação do uniforme da equipe principal, Deimon Devil Bats, Inagaki levou em consideração o capacete do Philadelphia Eagles. E para o logotipo da mesma, Murata, criou seis protótipos até chegar ao resultado final, afirmando que gastou bastante tempo trabalhando na concepção do logotipo".
Os nomes dos personagens principais tiveram inspirações diversas. A inspiração e homenagem para o nome de Sena Kobayakawa veio a partir do ex-piloto de Fórmula 1, Ayrton Senna e para o nome de Yoichi Hiruma, Inagaki se inspirou no também ex-piloto Damon Hill.

## Protagonistas
Os protagonista de Eyeshield 21 são os membros do Deimon Devil Bats (泥門デビルバッツ, Deimon Debiru Battsu), uma equipe de futebol americano situada no colégio Deimon. A equipe foi inicialmente fundada por Yoichi Hiruma, Ryokan Kurita e Musashi com o nome de Mao (麻黄, Maō). Após completarem o ensino fundamental eles tem que mudar de escola e fundam novamente o clube no colégio Deimon. No entanto, após seu pai sofrer um acidente, Musashi abandona a equipe, que permanece com dois membros até a chegada de Sena Kobayakawa.

### Sena Kobayakawa
Sena Kobayakawa (小早川 瀬那, Kobayakawa Sena) é um estudante colegial e o protagonista da série. Na sua infância era uma criança medrosa e costumava ser maltratado pelos outros, até que, com o propósito de que ele pudesse se defender, Riku Kaitani o ensina um tipo de corrida, a qual ele chama de explosiva. Ao invés de usar a técnica para autodefesa, ele passa a usar para fazer tarefas para os "valentões", tendo que ser protegido por Mamori Anezaki. Ao recém ingressar em um novo colégio ele é forçado a entrar no clube de futebol americano da escola por Yoichi Hiruma, que fica impressionado com suas habilidades após o ver fugindo de "valentões" conhecidos por Irmãos Ha-Ha. Ele entra na equipe e assume publicamente o papel de secretário, porém durante as partidas da equipe ele atua como running back sob o pseudônimo de "Eyeshield 21", devido ao fato dele usar uma viseira na cor verde e a camisa de número 21.  O dublador do personagem na versão original do anime é Miyu Irino.

### Yoichi Hiruma
Yoichi Hiruma (蛭魔 妖一, Hiruma Yōichi) é o capitão e quarterback da equipe de futebol americano do colégio. Ele conheceu o futebol americano, quando ainda era criança, em uma base militar. Tornou-se amigo de Kurita e Musashi e fundou com eles o Mao Devil Bats. Ao completar o ensino médio pretendia entrar para o Shinryuji Naga, porém decidiu ir para Deimon, pois Kurita não conseguiu passar no exame de admissão. Junto de Musashi e Kurita fundou novamente seu antigo clube agora sob o nome de Deimon Devil Bats. Como Musashi abandona o time e poucos jogadores se interessam em entrar para o clube, ele passa a chantagear os alunos para que eles entrem na equipe. Hiruma é extremamente temido tanto pelos alunos quanto pelos membros administrativos da escola. Além de chantagear os outros com fatos que as pessoas não queriam que fossem revelados, ele também coíbe-as usando as armas de fogo que ele tem posse. Ele também tem como uma de suas especialidades jogos psicológicos que ele usa para tentar amedrontar os adversários. O dublador do personagem na versão original do anime é Atsushi Tamura.

### Ryokan Kurita
Ryokan Kurita (栗田　良寛, Kurita Ryōkan) é o maior e mais forte lineman do Deimon Devil Bats. Ele é uma pessoa bondosa e gentil que tenta não machucar os outros, porém quando está dentro de campo não hesita em usar toda sua força. Kurita conhece Hiruma e Musashi durante a época em que estudava no ensino fundamental e com eles funda o Mao Devil Bats, prometendo que um dia iriam disputar o Christmas Bowl. Quando completou o ensino médio, Kurita queria entrar juntamente de seus dois amigos na escola Shinryuji. No entanto, ele planejava entrar através de uma bolsa de estudos, porém Agon Kongo, um garoto considerado prodígio, entra em sua vaga e então ele vai para o colégio Deimon. O dublador do personagem na versão original do anime é Koichi Nagano.

### Monta
Taro Raimon (雷門　太郎, Raimon Tarō) é o wide receiver do Deimon Devil Bats. Inicialmente, ele tem o sonho de se tornar um jogador de beisebol, e tem como ídolo Masaru Honjo, um defensor externo do Shuei Bears, mas após o processo de seleção ele é escalado pelo treinador no terceiro time. Sena então o convida para entrar no time, mas ele recusa e só entra na equipe após ser enganado por Hiruma, que diz que a equipe precisava de alguém para proteger Mamori Anezaki de Eyeshield 21. Ele é mais conhecido por Monta (モン太), apelido dado a ele por Hiruma, que disse que esse nome fazia alusão a Joe Montana. Monta se assemelha a um macaco, em muitas aspectos, e isso é utilizado como uma piada recorrente ao longo da série. O dublador do personagem na versão original do anime é Kappei Yamaguchi.

### Outros

#### Mamori Anezaki
Mamori Anezaki (姉崎 まもり, Anezaki Mamori) é uma amiga de infância de Sena, que sempre o protegeu dos garotos que zombavam dele durante a sua infância. Após Sena decidir permanecer no clube de futebol americano, a contrariando, ela então decide ingressar na equipe como diretora para poder protegê-lo. Apesar de seu objetivo inicial ser apenas defender Sena, ela torna-se uma excelente diretora que conhece as regras do jogo, analisa as jogadas adversárias e formula estratégia para combatê-las. As habilidades artísticas de Mamori são ruins e esse fato é usado durante a série como uma piada recorrente. A dubladora da personagem na versão original do anime é Aya Hirano.

#### Irmãos Ha-Ha
Os Irmãos Ha-Ha (ハァハァ3兄弟, Ha Ha San Kyōdai) são três delinquentes juvenis que se juntam a equipe após Hiruma chantageá-los com um negativo de uma foto onde os três aparecem nus. Apesar de não serem irmãos, Hiruma os chama assim por eles sempre estarem juntos e por dizerem "Ha?", rapidamente um após o outro em um crescendo. Os membros do grupo são Kazuki Jumonji (十文字 一輝, Jūmonji Kazuki), considerado o líder, Koji Kuroki (黒木 浩二, Kuroki Kōji) e Shozo Togano (戸叶 庄三, Toganō Shōzō). Eles entram definitivamente para a equipe após passarem no teste de Hiruma que era escalar a torre de Tóquio sem deixar o gelo derreter. Por suas más atuações em suas primeiras partidas são chamados de lixo por outros jogadores, jornalistas e até pelo pai de Jumonji, e apesar de relutarem em continuar no clube, isso só faz com que eles se esforcem mais provar àqueles que os chamaram de lixo que eles podem servir para alguma coisa. Os dubladores de Jumonji, Kuroki e Togano na versão original do anime são, respectivamente, Takanori Hoshino, Masami Iwasaki e Takeshi Maeda.

#### Manabu Yukimitsu
Manabu Yukimitsu (雪光 学, Yukimitsu Manabu) é um estudante do segundo ano que sempre se dedicou a somente aos estudos. Mesmo contrariando sua mãe, decidiu que queria ter outras lembranças da escola do que só o estudo, então ele faz o teste de qualificação de Hiruma e entra para o Deimon Devil Bats. Yukimitsu fica de fora do primeiro jogo e sabendo de suas limitações passa a se dedicar mais para que possa disputar o torneio de outono de Tóquio. No entanto, ele não é escalado para a competição, fazendo seu primeiro jogo apenas no torneio de outono de Kanto contra o Shinryuji Naga. O dublador do personagem na versão original do anime é Masaru Hotta.

#### Daikichi Komusubi
Daikichi Komusubi (小結 大吉, Komusubi Daikichi) é um dos jogadores que entram para a equipe depois de passar pelo teste de Hiruma. Ele entra para a equipe como um lineman, depois de ver a partida amistosa contra o Zokugaku Chameleons e ficar impressionado como as habilidades de bloqueio de Ryokan Kurita. Ele passa a admirar Kurita e a ter o desejo de se tonar seu aprendiz. O dublador do personagem na versão original do anime é Hidenori Sakaki.

#### Suzuna Taki
Suzuna Taki (瀧 鈴音, Taki Suzuna) é uma garota de cabelos azuis que sempre anda de patins. Ela aparece pela primeira vez no mangá apenas nos Estados Unidos, enquanto que no anime ela aparece antes, ainda no Japão, como uma repórter contratada para descobrir a identidade secreta de Eyeshield 21. Ela é a irmã mais nova de Natsuhiko Taki e depois de voltar ao Japão ela se autoproclama a capitã da equipe de animadoras de torcida do Deimon Devil Bats, mesmo não estudando lá. A dubladora da personagem na versão original do anime é Shoko Nakagawa.

#### Doburoku Sakaki
Doburoku Sakaki (酒奇 溝六, Sakaki Doburoku) é um ex-jogador de futebol americano e o técnico do Deimon Devil Bats. Ele foi o treinador de Hiruma, Kurita e Musashi durante o ensino fundamental e os ensinou a jogar futebol americano. No entanto, após suas dívidas com agiotas ficarem muito altas devido as suas apostas, ele os deixa e foge para os Estados Unidos. Virou técnico de futebol de praia e permaneceu lá até que Hiruma consegue pagar suas dívidas. Durante a época em que jogava defendia a universidade Sengoku como tight end e ele e Gunpei Shoji eram conhecidos como "As Espadas Japonesas" (二本刀, Nihon Gatana). O dublador do personagem na versão original do anime é Shoichiro Akahoshi.

#### Natsuhiko Taki
Natsuhiko Taki (瀧夏彦, Taki Natsuhiko) é um estudante colegial que tem o sonho de se tornar um jogador da NFL. Mesmo tendo sido recusado por equipes colegiais, viaja para os Estados Unidos para alcançar seu objetivo e fazer um teste no San Antonio Armadillos, um clube profissional de futebol americano, abandonando seus pais e sua irmã, Suzuna Taki, que logo vai atrás dele. No entanto, após não passar no processo de seleção, Sena o convence a vir ao Japão e se juntar ao Deimon Devil Bats como tight end, porém Hiruma diz que ele poderá entrar na equipe apenas se conseguir completar a Marcha da Morte, um percurso de dois mil quilômetros de uma costa americana até a outra, junto com eles. Após chegar ao Japão, ele ainda tem que fazer o exame de admissão do colégio para poder estrear na segunda partida do torneio de outono de Tóquio. O dublador do personagem na versão original do anime é Koji Ochiai.

#### Musashi
Gen Takekura (武蔵　厳, Takekura Gen), mais conhecido por Musashi (ムサシ), é o kicker e um dos três membros fundadores do Deimon Devil Bats. Junto de Kurita e Hiruma fundou a equipe originalmente sob o nome de Mao Devil Bats. No entanto, ele é forçado a abandonar a equipe para assumir o lugar de seu pai na empresa da família, após ele ter sofrido um acidente no trabalho. Ele só volta a equipe, no mangá, durante o jogo contra o Seibu Wild Gunmen já no anime, diante do Bando Spiders. Apesar de Hiruma atribuir-lhe o codinome de "Magnum 60 Jardas" (60ヤードマグナム, Rokujū Yādo Magunamu) apenas para amedrontar os adversários, isso acaba despertando a rivalidade de Kotaro Sasaki e, mais tarde, em uma partida contra o Teikoku Alexanders, Musashi torna isso realidade ao converter um field goal de 60 metros. O dublador do personagem na versão original do anime é Rikiya Koyama.

#### Tetsuo Ishimaru
Tetsuo Ishimaru (石丸 哲生, Ishimaru Tetsuo) é um membro da equipe de corrida. Enquanto Sena procura por novos membros para o clube Deimon Devil Bats, ele encontra Ishimaru, que aceita entrar para o clube sob a condição de que ele pudesse convidar jogadores para sua equipe. No entanto, ele recusa após descobrir que o jogo acontece no mesmo dia que ele tem que trabalhar como entregador. Mais tarde, Sena divide a rota de entrega com ele e, então, ele aceita entrar para a equipe como um membro temporário. Ishimaru é considerado uma pessoa extremamente comum, o que faz com que por várias vezes seus oponentes e companheiros não percebam sua presença. Contudo isto acaba sendo vantajoso para a equipe, uma vez que ele pode passar despercebido durante algumas jogadas. O dublador do personagem na versão original do anime é Kei Kato.

## Principais antagonistas

### Ojo White Knights
Ojo White Knights (王城ホワイトナイツ, Ōjō Howaito Naitsu) é considerado o segundo time mais forte de Kanto, ficando atrás apenas do Shinryuji Naga. Três anos antes do início da série, Ojo com um grupo de jogadores com uma defesa extremamente forte conhecido como a geração de ouro conseguiram chegar próximo no placar, ultrapassando somente após a entrada de Shin. No entanto, após os gêmeos Kongo entrarem eles foram derrotados.

#### Seijuro Shin
Seijuro Shin (進 清十郎, Shin Seijūrō) é o linebacker do Ojo White Knights. Shin só entrou para a equipe, pois ele estava junto de Haruto Sakuraba, quando ele foi convidado, porém Gunpei Shoji, o treinador da equipe, vê potencial nele. Com o tempo, ele passa a ser considerado o melhor do Japão na posição e é conhecido por seus hábitos obsessivos de treino. Shin também é um bom analisador, logo no primeiro encontro com Sena, ele percebe que ele é o Eyeshield. O dublador do personagem na versão original do anime é Naoya Gomoto.

#### Haruto Sakuraba
Haruto Sakuraba (桜庭 春人, Sakuraba Haruto) é o wide receiver do Ojo White Knights. Por ter uma estatura maior do que os outros garotos de sua idade, Sakuraba é convidado a participar da equipe, porém por se sentir inferior perto de Shin, ele acaba se tornando modelo da Jari Pro, cujo diretor é Miracle Ito. Inicialmente, ele é visto pelos outros jogadores apenas como um garoto-propaganda e um jogador mediano. Após se lesionar durante o jogo contra o colégio Deimon e ser hospitalizado, ele conhece Torakichi, um garoto que o admira somente por suas habilidades, e começa a pensar em se dedicar mais como jogador e abandonar a empresa. Sakuraba então raspa o cabelo e deixa a barba crescer  e pouco antes do torneio de outono de Tóquio começar, pede demissão. O dublador do personagem na versão original do anime é Mamoru Miyano.

#### Ichiro Takami
Ichiro Takami (高見 伊知郎, Takami Ichirō) é o quarterback do Ojo White Knights. Por conta de uma lesão na sua perna que adquiriu durante sua infância, Takami não é capaz de ser tão rápido quanto um jogador da sua posição precisa ser. Então, ele decide se dedicar a treinar outros fundamentos, até finalmente conseguir ser escolhido por Gunpei Shoji, como titular. O dublador do personagem na versão original do anime é Kenji Hamada.

#### Makoto Otawara
Makoto Otawara (大田原誠, Ōtawara Makoto) é o capitão e o maior lineman do Ojo White Knights. Ele é uma pessoa barulhenta e pouco discreta, que sempre diz o que pensa, além de ter um problema de flatulência, que ele não faz nenhum esforço para esconder. Em contraste com sua força, ele não é muito inteligente, Otawara é inclusive chamado de idiota por Gunpei Shoji, o técnico da equipe, que diz ser essa sua especialidade, o que ele concorda. No entanto, ele pode ser bem perspicaz, o que causa uma verdadeira surpresa por parte de seus próprios companheiros. O dublador do personagem na versão original do anime é Kenji Nomura.

#### Gunpei Shoji
Gunpei Shoji (庄司軍平, Shōji Gunpei) é o técnico do Ojo White Knights. Jogou futebol americano pela universidade Sengoku, onde foi o capitão da equipe, e ele e Doburoku Sakaki eram conhecidos por "As Espadas Japonesas". O dublador do personagem na versão original do anime é Tetsuo Komura.

### Seibu Wild Gunmen
Seibu Wild Gunmen (西部ワイルドガンマンズ, Seibu Wairudo Ganmanzu) é considerado o time com a ofensiva mais forte de Tóquio. A equipe tem como membros Kid, o quarterback, Jo Tetsuma, o wide receiver, Buffalo Ushijima (バッファロー牛島, Baffarō Ushijima), o capitão e lineman, Riku Kaitani, o running back, e Doc Holiday (ドク堀出, Doku Horide), o técnico da equipe.

#### Kid
Kid (キッド, Kiddo), cujo nome verdadeiro é Shien Mushanokoji (武者小路紫苑, Shien Mushanokōji), é o quarterback do Seibu Wild Gunmen. Ele é filho de Hajime Mushanokoji, um homem que ganhou três vezes medalha de ouro olímpico no tiro esportivo. Seu pai sempre quis que ele se tornasse um atirador profissional assim como ele e impôs sobre ele muita pressão. Após ele perder o campeonato de disparos e sentir que decepcionou seu pai, fugiu de casa, abandonou seu nome e adotou o pseudônimo "Kid". Como jogador de futebol americano se tornou um quarterback com um dos passes mais rápidos entre os colegiais, ao ponto de nunca ter levado um sack, demorando 0,2 segundos para lançar a bola, e por isso e pelo seu passado ele é conhecido por "Kid, o Rapido no Gatilho" (早撃ちキッド, Hayauchi Kiddo). O dublador do personagem na versão original do anime é Yuya Uchida.

#### Jo Tetsuma
Jo Tetsuma (鉄馬丈, Tetsuma Jō) é o wide receiver do Seibu Wild Gunmen. Ele conheceu e se tornou amigo de Kid durante a sua infância, onde era filho do motorista do pai de seu amigo. Tetsuma age quase como se fosse um robô, ele segue as ordens exatamente do modo como lhe foi ordenado, sendo extramente frio, além de conseguir realizar todas as rotas de passe quase que automaticamente. No entanto, durante a partida contra o Deimon Devil Bats, ele age por conta própria ao impedir que Monta insultasse o juiz e fosse punido. O dublador do personagem na versão original do anime é Eiji Takemoto.

#### Riku Kaitani
Riku Kaitani (甲斐谷陸, Kaitani Riku) é o running back do Seibu Wild Gunmen. Ele conheceu durante a sua infância Sena Kobayakawa, com quem conviveu por apenas duas semanas, pois teve que se mudar. Apesar do pouco tempo que passou com Sena, o ensinou uma técnica de corrida chamada por ele de explosiva para ajudá-lo a se defender, e passou a considerá-lo como um irmão mais novo. Depois que foi embora só voltou a ver Sena durante o torneio de outono de Tóquio, antes do confronto entre suas equipes. O dublador do personagem na versão original do anime é Yuki Masuda.

### Shinryuji Naga
Shinryuji Naga (神龍寺ナーガ, Shinryūji Naga) é considerado time mais forte do Japão. Tem sede em um colégio só para garotos de Kanagawa que segue a filosofia budista. Até o início da série eles nunca haviam sido derrotados no torneio de outono, desde que começaram a participar dele. No entanto, no primeiro jogo do campeonato, o Deimon Devil Bats consegue derrotá-los. A equipe é formada pelos irmãos Kongo, Agon e Unsui, Ikkyu Hosokawa, o cornerback, Gondayu Yamabushi, o lineman veterano, Sanzo (サンゾー, Sanzō), um runningback de aparência andrógena, e Sumito Sendoda (仙洞田寿人, Sendōda Sumito), o treinador que é normalmente rígido com relação a disciplina, mas que abre uma exceção para Agon.

#### Agon Kongo
Agon Kongo (金剛阿含, Kongō Agon) é um dos dois irmãos gêmeos Kongo, que foram imprescindíveis na vitória sobre a geração de outro de Ojo. Ele é considerado um prodígio que aparece uma vez a cada século e por isso trata os outros com indiferença e arrogância. Agon entrou para o colégio através de uma bolsa de estudos dada aos estudantes que tem habilidades esportivas acima da média. Ele tem o tempo de reação de 0,11 segundos, um poder de reação considerado sobrehumano. No entanto, ele é mulherengo e irresponsável e tem que ser controlado pelo seu irmão, Unsui. O dublador do personagem na versão original do anime é Takeshi Maeda.

#### Unsui Kongo
Unsui Kongo (金剛雲水, Kongō Unsui) é o quarterback do Shinryuji Naga e um dos irmãos Kongo. Ele é conhecido por sua dedicação ao treino e amor ao esporte, exatamente o oposto de seu irmão, Agon. Durante toda sua vida, Unsui nunca conseguiu superar seu irmão que possuía habilidades inatas, então ciente de tal situação decidiu se dedicar ao máximo para tornar seu irmão o melhor jogador, inclusive assumindo a responsabilidade por seus atos. O dublador do personagem na versão original do anime é Takuya Kirimoto.

#### Ikkyu Hosakawa
Ikkyu Hosakawa (細川一休, Hosakawa Ikkyū) é o cornerback do Shinryuji Naga. Detentor de habilidades esportivas excepcionais, entrou para a escola através da vaga garantida àqueles que se destacam em algum esporte, o mérito esportivo. Por conseguir correr de costas em uma velocidade acima da média, o que é essencial para um jogador de sua posição, é considerado o melhor cornerback de Kanto. Ele também é o único jogador de sua equipe pelo qual Agon Kongo tem respeito, pois ele o considera útil. O dublador do personagem na versão original do anime é Toshiyuki Toyonaga.

#### Gondayu Yamabushi
Gondayu Yamabushi (山伏権太夫, Yamabushi Gondayū) é um lineman e o capitão do Shinryuji Naga, sendo um dos mais experiente da equipe. Ele é considerado um jogador de elite por seu técnico, tanto que ele o selecionou através da bolsa de estudos dada a esportistas. Ele assim como de Dojiro Tenma, entrou devido as suas habilidades, porém apesar dos dois terem entrado para escola da mesma forma, Tenma é recrutado para o Teikoku Alexanders ao invés dele, o que o deixa desapontado e bravo quando falam sobre isso. O dublador do personagem na versão original do anime é Yoshiyuki Yamaguchi.

### Teikoku Alexanders
Teikoku Alexanders (帝黒アレキサンダーズ, Teikoku Arekisandāzu) é uma equipe com sede em Osaka, que é considerada a mais forte do país, pois sempre ganharam o Christmas Bowl desde a sua fundação. O time é conhecido por recrutar os melhores jogadores do Japão que ao entrarem na equipe eles são divididos em seis grupos, a fim de que eles progridam até chegar ao primeiro, o grupo dos titulares. Os membros da equipe incluem Takeru Yamato, o running back, Taka Honjo, o wide receiver, Karin Koizumi, a quarterback, Kureji Hera (平良呉二, Hera Kureji), um lineman mais conhecido por Herácles e o capitão que foi eleito por conta de sua personalidade cômica, e Reisuke Aki (安芸礼介, Aki Reisuke), um lineman mais conhecido por Aquiles que entrou para a equipe por conta das animadoras de torcida.

#### Takeru Yamato
Takeru Yamato (大和猛, Yamato Takeru) é o "verdadeiro" Eyeshield 21. Ele adquiriu este título enquanto jogava nos Estados Unidos no colégio Notre Dame. Ele treinava arduamente para compensar sua falta de força e velocidade, e dedicou a aperfeiçoar sua corrida para que não fosse derrubado e clamou para si mesmo o título de Eyeshield 21. No entanto, por achar ele inferior devido ao fato de não conseguir parar Panther, Donald Oberman faz com que ele seja expulso do colégio. Ele então retorna ao Japão a fim de encontrar alguém que possa derrotá-lo e entra no Teikoku Alexanders e em apenas um dia conseguiu chegar ao time principal.

#### Taka Honjo
Taka Honjo (本庄鷹, Honjō Taka) é o wide receiver do Teikoku Alexanders e filho de Masaru Honjo. Ele é conhecido pelos seus altos pulos, sendo o detentor do recorde colegial japonês conseguindo pular mais de oito metros, o que faz com que pareça que ele caminhe no ar. Desde cedo ele foi treinado exaustivamente por seu pai para se tornar o melhor, e por isso ele não tem objetivos, pois ele diz não existir um adversário a altura até que Monta o derrota.

#### Karin Koizumi
Karin Koizumi (小泉香燐, Koizumi Karin) é a quarterback do Teikoku Alexanders e a única garota da série que joga futebol americano. Suas habilidades como jogadora são descobertas por Taka Honjo, que vê nela um grande potencial, após ela jogar a bola de volta para ele. Inicialmente Koizumi está relutante e só aceita entrar na equipe depois que Takeru Yamato conversa com ela. Com seu talento natural para passes, ela apenas treinou se esquivar de seus adversários.

## Outros personagens

### Taiyo Sphinx
Taiyo Sphinx (太陽スフィンクス, Taiyō Sufinkusu) é um time de futebol americano com sede em Kanagawa, conhecido por sua forte linha, tanto defensiva quanto ofensiva, e pela Pyramid Line. Por conta de sua defesa extremamente forte, o quarterback de sua equipe tem mais do que o habitual para realizar os passes. Os jogadores da equipe se enrolam em faixas para que sua juntas fiquem estáveis, o que segundo Banba Mamoru, o capitão da equipe, gera um força imensa. Além de Banba a equipe também tem como membros, Kiminari Harao (原尾王成, Harao Kiminari), um excêntrico quarterback que tem seu próprio harém, porém que é considerado como um jogador abaixo da média, Niinobu Kasamatsu (笠松新信, Kasamatsu Niinobu), o segundo maior lineman de sua equipe que fica facilmente irritado e pode ser facilmente enganado, e Ken Kamaguruma (鎌車ケン, Kamaguruma Ken), o cornerback cuja especialidade é o bump.

#### Banba Mamoru
Banba Mamoru (番場衛, Mamoru Banba) é o capitão do Taiyo Sphinx. Ele é um aluno do terceiro ano que é considerado um dos melhores linemen do Japão, além de ser o detentor do recorde colegial de agachamento. Ele e distingue-se pelo seu físico, sua completa calvície, e, durante o Torneio de Kanto, por suas diversas cicatrizes. Banba é bastante respeitado por seus colegas de equipe e também por outros lineman. O dublador do personagem na versão original do anime é Taiten Kusunoki.

### Nasa Aliens
Nasa Aliens (NASAエイリアンズ, Nasa Eirianzu) é uma equipe americana sediada em Houston, Texas. Em um jogo amistoso realizado por uma revista japonesa a equipe enfrentam o Deimon Devil Bats e após perder a aposta feita com Hiruma, de que se não vencesse por mais de dez pontos o time não deixaria o Japão, a equipe muda de nome passando a ser chamada de Nasa Shuttles (NASAシャトルズ, Nasa Shatoruzu). Os jogadores da equipe incluem Jeremy Watt (ジェレミー・ワット, Jeremī Watto), o wide receiver fanático pela cultura japonesa, Homer Fitzgerald (ホーマー・フィッツジェラルド, Hōmā Fittsujerarudo), o quarterback cuja especialidade é o "Shuttle Pass", Panther, o único negro da equipe, além dos irmãos linemen, Nisan (ニーサン, Nīsan) e Otto Gonzalez (オットー・ゴンザレス, Ottō Gonzaresu), o primeiro mais alto e forte e o segundo mais baixo e rápido.

#### Panther
Patrick Spencer (パトリック・スペンサー, Patorikku Supensā), mais conhecido por Panther (パンサー, Pansā) é o único jogador negro do Nasa Aliens. Por isso e pelo fato de ter habilidades inatas de corrida, o que faz com que ele seja conhecido por o "Homem com as Pernas Antigravidade" (無重力の脚を持つ男, Mujūryoku no Ashi o Motsu Otoko), o técnico da equipe, Leonardo Apollo, o proíbe de jogar, fazendo dele o carregador de bolas e equipamentos da equipe. No entanto, Panther não desiste, pois tem o sonho de se tornar um jogador profissional para que possa ganhar dinheiro e ajudar a sua avó que é pobre e também pela sua admiração que tem por Apollo. Panther ganha permissão de fazer seu primeiro jogo durante a partida contra o Deimon Devil Bats. O dublador do personagem na versão original do anime é Kousuke Kujirai.

#### Leonardo Apollo
Leonardo Apollo (レオナルド・アポロ, Reonarudo Aporo) é o técnico do Nasa Aliens. Ele é um ex-jogador da NFL, conhecido por treinar mais do que os outros, que apesar disso foi dispensado do time principal para que entrasse em seu lugar Morgan, um negro que possuía talentos inatos, e a partir de então passou a ser um homem racista, não apenas contra os negros. Ele decidiu que iria formar o melhor time possível apenas com jogadores brancos e por conta disso ele proíbe Panther de jogar, fazendo com que ele apenas carregue bolas e os equipamentos. No entanto, durante o jogo contra o Deimon Devil Bats, mesmo contrariado, Apollo deixa-o jogar, após ele e o restante dos jogadores fazerem uma dogeza para ele. O dublador do personagem na versão original do anime é Kenyu Horiuchi.

### Kyoshin Poseidon
Kyoshin Poseidon (巨深ポセイドン) é um time conhecido pelos seus altos jogadores. Os membros da equipe incluem Osamu Kobanzame (小判鮫オサム, Kobanzame Osamu), o quarterback e o capitão de jure da equipe, Shun Kakei, o principal linebacker, Kengo Mizumachi, o principal lineman, e os dois jogadores de futebol americano colegial mais altos do Japão, Hiroshi Ohira (大平洋) e Hiroshi Onishi (大西洋), que tem uma grande admiração por Kakei.

#### Shun Kakei
Shun Kakei (筧駿, Kakei Shun) é o capitão de facto do Kyoshin Poseidon, devido a timidez de Osamu Kobanzame. Durante o ensino fundamental, ele era considerado um jogador diferenciado por ser mais alto que os outros estudantes japoneses. No entanto, ao ir para os Estados Unidos e perceber que não era tão bom, ele desiste de jogar futebol americano, porém após ver o "verdadeiro" Eyeshield 21, ele decide treinar mais para um dia poder enfrentá-lo. Após enfrentá-lo defendendo o colégio Phoenix, ele desaparece, e Kakei volta para o Japão para procurá-lo. Lá, ele entra para escola Kyoshin, onde se inscreve no clube de futebol americano, e deseja formar a melhor equipe do país para poder enfrentar Eyeshield 21 novamente. O dublador do personagem na versão original do anime é Kousuke Takeuchi.

#### Kengo Mizumachi
Kengo Mizumachi (水町 健吾, Mizumachi Kengo) é um lineman do Kyoshin Poseidon. Ele era conhecido como um gênio com um dom natural para os esportes durante o ensino fundamental e era requisitado por diversas equipes. Mizumachi entrou para o clube e foi campeão de natação, porém abandonou o clube por considerar a ambição da equipe pequena, e após isso ele se junta a equipe de futebol americano ao ser recrutado por Shun Kakei, que diz que o objetivo deles é se tornarem os melhores do Japão. O dublador do personagem na versão original do anime é Daisuke Ono.

### Bando Spiders
Bando Spiders (盤戸スパイダーズ, Bando Supaidāzu) é um time de especialistas que se foca principalmente em marcar pontos através de field goals. Após a equipe ficar em segundo lugar no tornei de Tóquio a maioria dos jogadores se transfere para o Teikoku Alexanders. O principal jogador da equipe é Kotaro Sasaki, o kicker responsável pela marcação de pontos, que tem ajuda de Hayato Akaba, o capitão e o responsável por impedir que os jogadores adversários parem Kotaro, além deles há também Juri Sawai (沢井 ジュリ, Sawai Juri), a diretora da equipe e amiga de infância de Kotaro.

#### Hayato Akaba
Hayato Akaba (赤羽 隼人, Akaba Hayato) é o tight end e o capitão do Bando Spiders. Ele adora música e frequentemente é visto tocando sua guitarra elétrica e utiliza de metáforas musicais para expressar sua opiniões. Após demonstrar suas habilidades durante o torneio de Tóquio e ganhar o prêmio de melhor jogador (MVP), Akaba foi convidado e aceitou fazer parte do Teikoku Alexanders, mas imediatamente ele pede para voltar para o Bando Spiders. No entanto, devido a política das escolas ele tem que esperar seis meses para poder jogar novamente e nesse tempo ele se dedica a estudar novas tácticas para ensinar a seus companheiros. Para a partida contra o Deimon Devil Bats, ele se apresenta como o "verdadeiro Eyeshield 21". O dublador do personagem na versão original do anime é Daisuke Hirakawa.

#### Kotaro Sasaki
Kotaro Sasaki (佐々木 コータロー, Sasaki Kōtarō) é o kicker do Bando Spiders. Ele é considerado um jogador excepcional em sua posição e tem uma média de 100% de acerto de extra points. No entanto, ele tem a ambição de conquistar o título de melhor kicker do Japão e por isso tem o desejo de enfrentar Musashi, que detém o título de "Magnum 60 Jardas", um falso codinome inventado por Hiruma para que os demais jogadores pensassem que ele pudesse dar um chute de 60 jardas. Por conta de suas habilidades com chutes foi convidado a integrar o Teikoku Alexanders, porém rejeitou a oferta para ficar junto de Hayato Akaba. O dublador do personagem na versão original do anime é Eiji Moriyama.

### Hakushu Dinosaurs
Hakushu Dinosaurs (白秋ダイナソーズ, Hakushū Dainosōzu) é um time da região SIC, formada por Saitama, Ibaraki e Chiba, que participa pela primeira vez do campeonato de Kanto. Os membros da equipe incluem Reiji Maruko, o capitão, Rikiya Gao, o lineman mais forte do Japão, Hiromi Kisaragi (如月 ヒロミ, Kisaragi Hiromi), o wide receiver considerado o braço esquerdo da equipe, Hanataka Tengu (天狗 花隆, Tengu Hanataka), a ex-estrela da equipe, Saburo Mitsui (三ツ井 三郎, Mitsui Saburō), o kicker que se autoproclama o terceiro melhor, Maruko Himuro (氷室 丸子, Himuro Maruko), a diretora do clube que admira a ambição de Marco, mas que não gosta dos métodos usados por ele.

#### Reiji Maruko
Reiji Maruko (円子令司, Maruko Reiji) é o capitão e quarterback do Hakushu Dinosaurs. Ele é filho de um ex-membro da Máfia e chama a si mesmo por Marco (マルコ), nome que ele acha mais suave e imponente e por achar que seu nome parece com o de uma garota. Marco é um homem ambicioso que almeja ser o melhor e ganhar o Christmas Bowl. Para isso e para impressionar Himuro ele treina arduamente, porém após seus amigos verem a força do Teikoku Alexanders eles o encorajam a desistir. No entanto, ele estava disposto a tudo e recrutou Rikya Gao, mesmo contra a vontade de Himuro. O dublador do personagem na versão original do anime é Tomokazu Sugita.

#### Rikiya Gaoh
Rikiya Gaoh (峨王 力哉, Gaō Rikiya) é um lineman do Hakushu Dinosaurs e o mais forte colegial do Japão. Apesar de ser um aluno do primeiro ano, detém o recorde colegial no supino, sendo capaz de levantar mais de duzentos quilos, e devido a sua enorme força ele tem que usar um protetor bucal especial, feito de titânio. Ele é considerado um monstro por seus adversários, tendo lesionado o quarterback de todas equipes que havia enfrentado até o jogo contra Taiyo Sphinx. No entanto, enquanto está dentro de campo, Gao age sempre conforme as regras e respeita aqueles que o enfrentam. O dublador do personagem na versão original do anime é Tsuyoshi Koyama.

### Outros

#### Rui Habashira
Rui Habashira (葉柱 ルイ, Habashira Rui) é o capitão de uma equipe formada apenas por delinquentes juvenis e membros de gangues, cujo líder é ele, o Zokugaku Chameleons (賊学カメレオンズ, Zokugaku Kamereonzu). Habashira é filho de um senador e com isso ele consegue, através de seu pai, fazer com que alguns jogadores, que deveriam estar sob custódia policial, tenham permissão para disputar partidas pela equipe do colégio. Ele é único jogador da sua equipe que realmente está determinado a chegar ao Christmas Bowl, o que é demonstrado durante o jogo do campeonato de outono de Tóquio contra o Kyoshin Poseidon, quando todos os jogadores de seu time, com exceção dele, desistem.  O dublador do personagem na versão original do anime é Koji Yusa.

#### Onihei Yamamoto
Onihei Yamamoto (山本鬼兵, Yamamoto Onihei) é um lineman, que é muito admirado pelos outros jogadores de sua posição, especialmente por Ryokan Kurita. Ele é o capitão da equipe de veteranos, o Hashiratani Deers (柱谷ディアーズ, Hashiratani Diāzu), e é conhecido por sua grande técnica e experiência. Após sua equipe ser eliminada do campeonato por Kyoshin Poseidon, ele se torna amigo de Torakichi, que inicialmente confia nas análises que ele faz durante os jogos, mas que com o tempo passa a desacreditar nele, já que ele faz observações erradas.  O dublador do personagem na versão original do anime é Taiten Kusunoki.

#### Devil Bat
Devil Bat (デビルバット, Debiru Batto) é o principal mascote do Deimon Devil Bats. Ele é uma criatura inexistente similar a um morcego, possui coloração vermelha e tem chifres e cauda similares ao do estereótipo comum do diabo. Ele frenquentemente aparece apenas para dar explicações sobre o futebol americano. Há também uma versão menor dele, criada por Hiruma, que é chamada de Kodebiba (コデビバ), que aparece pela primeira vez em um comercial de televisão para divulgar o Deimon Devil Bats. Murata afirmou que ele se assemelha bastante a Hiruma e que levou bastante tempo para criá-lo. O dublador do personagem na versão original do anime é DJ Taro e Shoko Nagakawa.

#### Cerberos
Cerberos (ケルベロス, Keruberosu) é o cão de Yoichi Hiruma e um dos mascotes do Deimon Devil Bats. Ele normalmente é usado por Hiruma para ameaçar seus adversários e até mesmo seus próprios companheiros. Hiruma ainda o usa para ajudar a manter a identidade secreta de Sena, fazendo com que pareça que ele está gravando os jogos, enquanto, na verdade, está jogando como Eyeshield. No mangá, Hiruma o encontrou em um dia chuva enquanto colava panfletos e ao notar o olhar feroz dele o levou consigo, enquanto no anime ele encontra-o no campo e desafia Ceberos e após conseguir por a coleira nele, ele passa obedecer suas ordens.

#### Torakichi
Torakichi (虎吉) é um estudante do ensino fundamental que tornou-se fã de Sakuraba, após testemunhá-lo pegar um passe alto. Mesmo com Sakuraba dizendo que pegou o passe por acidente e sabendo que ele é um jogador mediano, Torakichi continua a apoiá-lo. Ele era um jogador de touch football, pois sua escola não tinha um time de futebol americano, até quebrar sua perna e ficar incapacitado de andar. Ele quase desistiu de seu sonho, porém após conhecer Sakuraba, ele decide continuar com sua reabilitação. O dublador do personagem na versão original do anime é Mika Ito.

#### Kumabukuro e Sanada
Kumabukuro (熊袋) e Sanada (真田) são, respectivamente, o comentarista e o locutor oficial dos jogos de futebol americano. Kumabukuro é um ex-jogador de futebol americano, que além de comentarista é também um jornalista especializado em futebol americano que trabalha na revisa Monthly American Football. Ele também é pai de Riko (リコ), uma garota que atua como repórter e comentarista e tem o sonho de se tornar uma jornalista esportiva. Os dubladores do Kumabukuro, Sanada e Riko na versão original do anime são, respectivamente, Shingo Yatsuda, DJ Taro e Mariya Ise.

#### Masaru Honjo
Masaru Honjo (本庄勝, Honjō Masaru) é um ex-jogador de beisebol que atuava pelo Shuei Bears. Quando jogador atuava como outfielder e era conhecido por suas incríveis recepções, o que levou Monta a se tornar seu fã. Após se aposentar ele se tornou o presidente da liga de futebol americano de Kansai, convidado por seu amigo o presidente da liga de Kanto, para ajudar na divulgação do esporte. O dublador do personagem na versão original do anime é primeiro Yusei Oda, que depois é substituído por Ichiro Mikami.

#### Miracle Ito
Miracle Ito (ミラクル伊藤, Mirakuru Itō) é o presidente e olheiro da empresa de entretenimento, que patrocina Sakuraba, a Jari Pro (ジャリプロ所属, Jari Puro Shozoku). O dublador do personagem na versão original do anime é Shoichiro Akahoshi.

#### Oka
Oka (岡) é a enfermeira-chefe do hospital Jokamachi (城下町病院, Jōkamachi Byōin). Ele sempre amaldiçoa aqueles que perturbam os pacientes do hospital ou os que ela quer que faça algo para ela. Ela também é mãe de um jogador do Noroi Occults. A dubladora da personagem na versão original do anime é Mayumi Akado.

#### Eyeshield 21
Eyeshield 21 (アイシールド21, Aishīrudo Nijūichi) é o título de melhor corredor de uma geração. O primeiro na série a receber este título é Sena, pois Hiruma queria amedrontar os adversários e diz que ele é o running back que veio de Notre Dame. Contudo "Eyeshield 21" não é uma pessoa, é uma tradição do colégio filiado a Universidade de Notre Dame para condecorar o melhor jogador da equipe. No entanto, Shun Kakei revela ter conhecido o "verdadeiro Eyeshield 21" durante a época em que esteve nos Estados Unidos, mas misteriosamente este some e Kakei volta para o Japão para procurá-lo. Durante a partida entre Deimon Devil Bats e Bando Spiders, Akaba Hayato clama para si o título, porém após Sena derrotá-lo ele admite que ele possa ser o detentor do título. Porém o "verdadeiro" Eyeshield 21 é Takeru Yamato, que foi quem Kakei conheceu quando jogava nos Estados Unidos, mas ao conhecer Sena ele diz que quem vencer o confronto entre eles, será aquele que merecerá tal título.

## Produtos
Diversos tipos de produtos foram produzidos baseados na aparência dos personagens e nos mascotes das equipes de Eyeshield 21. Foram lançadas vestimentas para a prática de cosplay. Outros produtos incluem, figuras de ação, pelúcias e chaveiros. Muitos personagens também aparecem nos jogos de cartas colecionáveis de Eyeshield 21.

## Recepção
Os personagens de Eyeshield 21 foram, em geral, bem recebidos pelas publicações especializadas em anime, mangá e outras mídias. Deb Aoki do About.com disse que uma das melhor coisas da série são "os personagens bem escritos, distintivos e amáveis." Chris Zimmerman do Comic Book Bin elogiou o bom desenvolvimentos dos personagens na série. O site Ain't It Cool News exaltou o fato de Eyeshield 21, "levar as relações pessoais menos a sério, mas ir um pouco além nas atitudes e personalidades" e conseguir manter os personagens "reconhecíveis como pessoas." Escrevendo para o Active Anime, Scott Campbell, disse que os personagens também "possuem um grande habilidade de fazer o leitor rir." A série possui uma grande variedades de equipes, cada um deles com um tema específico, e de acordo com Chris Beveridge do site de entretenimento Mania.com, às vezes, "o tema é mais utilizado do que deveria" e que isso "parece muito forçado."
Carlo Santos do Anime News Network descreveu os personagens como "simpáticos" e elogiou o "elenco bem definido de personagens." Jarred Pine do Mania.com disse que pelo fato dos personagens "terem sua próprias personalidades", eles se tornam "instantaneamente memoráveis." Na opinião de Zac Bertschy do Anime News Network, os próprios personagens são "provavelmente, os elementos mais fortes" da série.